# جيوفاني جابرييلي
جيوفاني جابرييلي بالإنجليزية Giovanni Gabrieli
(ولد 1554/1557 - توفي 12 أغسطس 1612) مؤلف موسيقي إيطالي وعازف أرغن. كان أكثر الموسيقيين تأثيرا في عصره ويمثل ذروة أسلوب مدرسة البندقية في وقت الانتقال من عصر النهضة للباروك.

## حياته
قرب نهاية القرن السادس عشر كان الكثير من المؤلفين يبحثون عن بدائل البوليفونية التي سادت الموسيقى الكنسية لآخر 150 عاما. ضمن الأساليب الجديدة التي ظهرت كواحد يقتصر على دولة البندقية، أسلوب تطور من الموسيقى الاحتفالية التي عرضت في كنيسة سانت مارك الرائعة للمدينة. أسلوب البندقية هذا يعرف بالبولي كورالية لأنها استخدمت ما لا يقل من اثنين واحيانا خمسة جوقات منفصلة، يتم وضعها في مواقع مختلفة حول المذبح المرتفع بما في ذلك القاعات على كلا الجانبين.
معظم الموسيقى المكتوبة لسانت مارك في الأسلوب الكورالي لاندريا جابرييلي وابن أخيه جيوفاني كليهما عمل كعازف أرغن هناك. الموسيقى نفسها هموفونية أي تتكون من تآلفات بدلا من خطوط مستقلة للبوليفونية. كتل صوت كبيرة مع تأكيد على البناء الصوتي وشدة الصوت المختلفة دراميا، التي عملت كمقابل سمعي لروعة سانت مارك أعظم الكنائس البيزنطية في كل أوروبا. في موسيقى جيوفاني كانت التراكيب ثرية باستخدام موسيقى الآلات خاصة آلات الكمان والكورنيت (نسخة خشبية مبكرة للترومبت) والساكبت القريبة من الترومبون الحديث. لا نعرف الكثير عن حياة جيوفاني جابرييلي: درس مع عمه أندريا ومثله قضى بعض الوقت في محكمة ميونيخ لأبريخت الخامس حيث كان مقررا أن يكمل مع لاسوس. خلف ميرولو كعازف أرغن في كنيسة سانت مارك عام 1585 وحين توفى عمه العام التالي صار المؤلف الأساسي للكنيسة. كما كان عازف ارغن في «أخوية سانت روش» التي تحتفل بيوم القديس. معظم موسيقى جابرييلي نشرت سنة 1597 في مجموعة عنوانها «السيمفونيات الدينية» وشهرته الناتجة أدت لأن زاد الطلب عليه كمدرس خاصة من الطلاب الألمان. أعظمهم كان شوتز الذي ركب أسلوب جابرييلي ونفذه في ألمانيا بعد وقت طويل من نسيانه في البندقية. كما يبدو أنه كان طالب مفضل لجابرييلي بما أنه حصل على خاتم منه على فراش الموت.
البولي كورالية حل محلها في البندقية بأسلوب ديني أكثر تعبيرية لمونتفردي الذي أصبح قائد الفرقة الموسيقية في سانت مارك بعد عام من وفاة جابرييلي.

## موسيقاه

### الموسيقى الاحتفالية
مشوار جابرييلي الفني يتضامن مع واحد من أكثر فترات تاريخ البندقية ترفا، ترأسه مارينو جريماني الذي قضى كميات طائلة في المناسبات. من الواضح هذه المناسبات تعلقت بالكنيسة، لكن كانت البندقية بدلا من الله التي تم الاحتفال بها وفي سانت مارك القساوسة يمكن أن تفرض عليهم غرامات إذا قاطعوا الموسيقى. من الواضح أن جابرييلي احتفل بالباذخ الموسيقي المتوقع منه وكان واحد من أوائل المؤلفين الذي قدم تعليمات محددة بشأن بشدة الصوت: إحدى المقطوعات تسمى بالفعل (سوناتا عالية ومنخفضة). موسيقى الآلات كانت في مثل أهمية الموسيقى الكورالية لخلق جو مناسب للجدية ويمكن لسانت مارك أن تزود عازفين لهم أعلى قدرة. استجاب جابرييلي بإنتاج موسيقى ذات مهارة عظيمة. كتابة كانزونات وسوناتات في الغالب – يمكن أدائها مع الأرغن – رفع جودة هذه الموسيقى لنفس مستويات التقدم التي كانت موجودة بالفعل في الموسيقى الصوتية والكورالية.

## وصلات خارجية
- جيوفاني جابرييلي على موقع الموسوعة البريطانية (الإنجليزية)
- جيوفاني جابرييلي على موقع ميوزك برينز (الإنجليزية)
- جيوفاني جابرييلي على موقع إن إن دي بي (الإنجليزية)
- جيوفاني جابرييلي على موقع ديسكوغز (الإنجليزية)

1. 1 2  The Rough Guide to Classical Music by Joe Staines